# آرتسفلد
آرتسفلد (به آلمانی: Arzfeld) یک شهر در آلمان است که در آیفلکرایس بیتبورگ-پروم واقع شده‌است.